# Dorothy Salisbury Davis
Dorothy Margaret Salisbury Davis, född 25 april 1916 i Chicago, död 3 augusti 2014 i Palisades i Rockland County i New York, var en amerikansk kriminalförfattare.
Davis föddes i Chicago 1916 och jobbade där på reklamavdelningen på ett forskningsbibliotek och som redaktör på tidningen The Merchandiser, innan hon startade sin författarkarriär. Hon var gift med karaktärsskådespelaren Harry Davis från 1946 till 1993. Hon skrev främst fristående romaner som utforskar psykologisk spänning. Hon nominerades till en Edgar Award åtta gånger, var President i Mystery Writers of America 1956 och tilldelades titeln Stormästare i samma organisation 1985.
Davis avled den 3 augusti 2014 i Palisades, New York, 98 år gammal.

## Böcker på svenska
- En syndares död (1957)
- Den välsignade flykten (1972)
- Död mans ord (1990)